# Simfonia en Mib Major op.33 (Anton Eberl)
Anton Eberl (1765-1807) escrigué cinc simfonies: les tres primeres en la joventut (1783-1785), la Simfonia en mi bemoll major (1804) i la Simfonia en re menor (1805). Aquestes dues últimes, juntament amb el Concert per a piano op.40, són les obres que més reconeixement li van donar.

## Història

### Durant la vida del compositor
La primera notícia de l'existència de la Simfonia en mi bemoll major op.33 d'Anton Eberl la tenim en un concert del compositor a Viena, el 6 de gener de 1804. Les primeres crítiques ja parlen d'una gran simfonia. Sembla que fou escrita la primera meitat del 1803, dedicada al príncep Franz Joseph Lobkowitz, però que no es pogué escoltar públicament a Viena fins a l'any següent. Diu l'Allgemeine musikalischen Zeitung sobre el primer concert en què es va poder sentir:
"Una nova gran simfonia d'Eberl, dedicada al príncep Lobkowitz, ha estat la més interessant per als amants de la música. […] Cada instrument és usat de la manera més apropiada i estan extremadament ben repartits. Cadascun té allò que pot acomplir, i ho fa de forma excel·lent. Al principi, bellament treballat, un llarg Allegro en mi bemoll precedeix un excel·lent Andante en do menor, on els instruments de vent estan molt ben utilitzats i, especialment, el passatge on violoncels, clarinets i fagots porten el tema produeix un efecte extraordinari. De gran originalitat i veritable valor artístic és el final, ple de noves i sorprenents modulacions i transicions, que irriten i alhora fascinen l'atenció, i satisfan plenament el bon gust. […] Que aquesta simfonia s'escampi per arreu a través de la publicació i que el Sr. Eberl empri tot el seu talent en aquest gènere."
El desig de la crítica es va acomplir amb cert retard, ja que l'obra va trigar quasi tres anys a ser publicada per l'editor Leipzig Amrosius Kühnel, cap a finals del 1806, juntament amb la Simfonia en re menor op.34, escrita el 1804 i ja publicada per Breitkopf & Härtel el desembre de 1805.
Una altra crítica del concert va aparèixer a la revista d'August von Kotzebue, on ja l'any anterior feia un escrit molt positiu del Piano Quartet op.18. En aquesta última, se centrava pràcticament en els concerts per a piano op.40 i op. 45, però fa una petita menció a la simfonia:
"Una fantàstica nova simfonia, distingida per la seva peculiaritat, energy i per la bellesa del seu contrapunt."
Una altra interpretació de la Simfonia op.33 va tenir lloc el 7 d'abril de 1805, on compartí escenari amb l'estrena pública de l'Heroica de Beethoven, on sembla que l'èxit d'Eberl va ser molt més que el de Ludwig. Un altre article a l'Allgmeine musikalischen Zeitung exalta les qualitats de l'obra i la posa per sobre d'un Beethoven poc exitós.
La primera ocasió de portar la Simfonia en mi bemoll fora de Viena fou durant la gira que tingué lloc durant la primera meitat del 1806. El 10 d'abril d'aquest any interpretà a la Gewandhaus de Leipzig un duet operístic (probablement de Die Königin der schwarzen Inseln), dos concerts per a piano (op.40 i op.45) i també la simfonia. El corresponsal a Leipzig del Berliner Musikalischer Zeitung, Johann Friedrich Reichardt, escrigué:
"Al principi de la segona part, una nova, esplèndida i ardent simfonia de quatre moviments, rica i variada, expressiva, atrevida i destrament interpretada. Ja després del primer moviment i també al final, un animat aplaudiment. L'expressivitat del compositor dirigint la seva obra ell mateix va incrementar l'interès."
Una crítica semblant va tenir al Leipzig Allgemeine Musikalischer Zeitung:
"[…] Un obertura operística ràpida i ben calculada per produir un efecte immediat. Millor treballada i interpretada encara, una simfonia en mi bemoll major. Variada, brillant, plena i ardent peça instrumental, rebuda per l'auditori amb una gran aclamació."
També a Mannheim, el 25 de maig del 1806, va interpretar el Concert per a piano op.40, juntament amb la simfonia, i tenir molt bona rebuda. Escrivia l'advocat Gottfried Weber, més tard honorat com a teòric musical:
"El Sr. Eberl de Viena, […] va fer un concert el primer dia de Pentacosta, en el qual presentà algunes de les seves més valuoses composicions, especialment la seva fantàstica simfonia, no publicada, i un concert per a piano (també en mi bemoll major). Aquestes dues reeixides obres van ser excel·lents, amb la qual cosa es guanyà el respecte dels amants de la música […] L'autor sap com donar forma a les seves idees, i també mostra un gran coneixement en l'art del contrapunt. Potser el Sr. Eberl podria escriure encara millors coses si penses en evitar la saturació del so, l'obscuritat de la qual amaga el seu bell producte. Per què, per exemple, amaga la seva lluminosa harmonia amb el so de les timbales i la trompeta?"

### Després de la mort del compositor
Després d'una altra aclamada interpretació i fantàstica crítica a la Gewandhaus de Leipzig, el desembre de 1806, es va començar a programar molt, com per exemple, el mateix Advent del 1806 a Praga o el 16 de març del 1807 a Mannheim. La simfonia entrà a formar part del repertori estàndard dels concerts de la Gewandhaus de Leipzig, i es seguí interpretant en els posteriors anys fins a setze vegades:
- 4 d'octubre de 1807
- 2 d'octubre de 1808
- 23 de febrer de 1809
- 16 de març de 1809
- 7 de novembre de 1811
- 1 de desembre de 1814
- 11 de gener de 1816
- 13 de març de 1817
- 5 de març de 1818
- 30 d'abril de 1820
- 18 de gener de 1821
- 22 de novembre de 1821
- 20 d'abril de 1823
- 3 de febrer de 1825
- 11 de gener de 1827
- 21 de febrer de 1828

Després d'això, la Simfonia en mi bemoll major es va deixar d'interpretar. En un concert posterior, el 7 de febrer de 1833, es parla d'una simfonia d'Eberl, però no queda clar si es tracta de l'op.33 o de l'op.34.

## La simfonia

### Instrumentació
Aquesta simfonia està escrita en mi bemoll major, en quatre moviments i amb la següent instrumentació:
- 2 flautes
- 2 oboès
- 2 clarinets en si bemoll
- 2 fagots
- 2 trompes
- 2 trompetes
- Timbales
- Violins I i II
- Violes
- Violoncels
- Contrabaixos

### Estil
Franz Josef Ewens analitzà els principals trets estilístics d'aquesta simfonia i les altres d'Eberl, que segueixen la tradició de l'escola de Viena, influenciada primer per Haydn i després per Mozart, amb elements recurrents, com ara una lenta introducció, els temes triàdics, les notes repetides en la melodia o les múltiples progressions utilitzades com a element per al desenvolupament i la modulació.

### Els moviments

#### I. Andante sostenuto - Allegro con fuoco e Vivace
Amb introducció, en forma sonata i en mi bemoll major. El tema A és rítmic i síncopat, i tan el pont com el tema B són protagonitzats per la secció de vents molt més melòdics i contrastants amb el primer. En el desenvolupament segueix, en línies generals, el cercle de quintes, tot i que no és estricte. També utilitza molt la sonoritat del IV grau menor i la 6a augmentada per articular les cadències.

#### II. Andante con moto
El segon moviment presenta una forma poc usual. D'entrada en do menor, presenta una primera secció en ABA', on B és principalment en mi bemoll major. En finalitzar la primera part, en semicadència, comença una segona secció, en do major i utilitzant majoritàriament el pizzicato en la corda i donant la melodia als vents. Aquesta secció varia el material temàtic de la primera i es podria dividir també en A i B, seguits d'una coda amb pedal de tònica molt prolongada.

#### III. Menuetto - Allegro vivace
El minuet és més semblant a un scherzo a la manera de Beethoven que no pas a la dansa que porta per nom. Com a peculiaritat, Eberl va escriure-hi dos Trios i una petita coda, convertint-lo així en un moviment més independent. El minuet i el Trio II estan en mi bemoll major, i el Trio I en do menor.

#### IV. Finale - Allegro assai
El quart moviment presenta una altra forma sonata, també en mi bemoll major. Aquesta vegada trobem que hi ha dos temes A, el primer tètic i a ritme de blanca, i el segon anacrúsic i més enèrgic, amb valors de semicorxeres. El pont utilitza el motiu d'A1. B té un caràcter molt i contrastant amb els dos A, jugant entre l'staccato i el legato, i ràpidament enllaçat amb una coda de secció que reprèn altre cop el tema inicial. El desenvolupament usa també el motiu de blanques i la reexposició és incompleta, ja que comença directament al pont. En aquest moviment, Eberl mostra una gran capacitat per a la variació del material, tant del tema com dels seus possibles acompanyaments i orquestracions.

## Discografia
L'únic enregistrament que existeix de la Simfonia en mi bemoll op.33 d'Anton Eberl és el que va fer l'orquestra Concerto Köln l'any 2000.